# Hindolveston
Hindolveston is een civil parish in het bestuurlijke gebied North Norfolk, in het Engelse graafschap Norfolk met 598 inwoners.